# 豪斯鲁克山区哈格
豪斯鲁克山区哈格是奥地利上奥地利州格里斯基尔兴县的一个市镇。总面积17.01平方公里，总人口2125人，人口密度124.9人/平方公里（2005年）。